# Gilles Marguet
Gilles Marguet   (Pontarlier, 3 de desembre de 1967) és un biatleta francès, ja retirat, que va competir durant les dècades de 1990 i 2000.
El 2002 va prendre part en els Jocs Olímpics d'Hivern de Calgary, on disputà dues proves del programa de biatló. Guanyà la medalla de bronze en la prova del relleu 4x7,5 quilòmetres. Va formar equip amb Vincent Defrasne, Julien Robert i Raphaël Poirée. En aquests mateixos jocs fou seixanta-sisè en la prova dels 10 quilòmetres esprint.
En el seu palmarès també destaquen dues medalles al Campionat del Món de biatló, de bronze el 1993 i d'or el 2001, i una de plata al Campionat d'Europa de biatló de 1995.
Entre el 1995 i el 2000 deixà de banda el biatló per centrar-se en l'esquí de fons, esport on no aconseguí resultats destacables. El millor resultat fou una vintena posició en una prova de la Copa del Món de 1997.
A partir del 2015 passà a exercir de comentarista de televisió de la Copa del Món de Biatló per L'Équipe 21.